# 京都・大阪連続強盗殺人事件
京都・大阪連続強盗殺人事件（きょうと・おおさかれんぞくごうとうさつじんじけん）は、1984年（昭和59年）9月4日に京都府京都市北区と大阪府大阪市都島区で発生した2件の連続強盗殺人事件。
犯人の廣田 雅晴（ひろた まさはる、本事件当時41歳）は、京都府警察の元警察官（最終階級は巡査部長、最終配属先は西陣警察署十二坊警察官派出所）だが、本事件から7年前の1978年（昭和53年）に西陣署から盗んだ拳銃で強盗傷人などの事件を起こして懲戒免職となり、懲役7年の刑に処されていた。事件5日前（1984年8月30日）に加古川刑務所を仮出所した廣田は、9月4日に京都市北区の船岡山公園で、十二坊派出所の男性巡査A（当時30歳、殉職後警部補に2階級特進）を包丁で滅多刺しにした上、奪った拳銃で銃撃して殺害（京都事件）。その約3時間後、廣田はAから奪った拳銃を持って大阪市都島区の消費者金融店舗を襲撃し、従業員の男性B（当時23歳）を射殺して現金60万円を奪った（大阪事件）。警察官から奪われた拳銃が用いられた強盗殺人事件は、1982年（昭和57年）に発生した勝田清孝事件以来で、警察庁は一連の事件を、広域重要事件115号に指定している。廣田は刑事裁判で無実を主張したが、1998年（平成10年）1月16日に死刑判決が確定している。
京都・大阪短銃強奪射殺事件、京都・大阪短銃連続強盗殺人、ピストル強盗連続殺人事件、広田事件、広田雅晴事件とも呼称される。

## 概要
本事件の犯人である廣田はかつて、京都府警巡査部長として西陣警察署（現：上京警察署）の十二坊派出所に務めていたが、1978年7月に西陣署から盗んだ拳銃を用い、京都市南区内の郵便局などで強盗傷人などの事件を起こした。廣田はこの件で懲戒免職になり、1981年（昭和56年）2月に大阪高裁で懲役7年の刑に処されたが、同事件の公判中から京都府警への敵意を顕にし、知人に「出所後は西陣署長と検察官を殺してやる」という逆恨みの念を書いた手紙を送ったり、新左翼系の新聞『人民新聞』に「出所したら京都府警に復讐する」という趣旨の投書を送ったりしていた。そして仮釈放から5日後、かつて務めていた十二坊派出所の警察官を殺害して拳銃を奪い、その拳銃を持って大阪市都島区の消費者金融店に押し入り、店員を射殺して現金を奪うという事件を起こした。
本事件は、犯人の廣田が京都府警の元巡査部長だったことから、発生当初は大きな社会的反響を呼び、連日大きく報道された。また、本事件と同時期には、元警視庁の警部・澤地和夫による2人殺害事件（山中湖連続殺人事件：1984年11月）、元奈良県警巡査によるサラ金会社社長拉致・監禁事件（1984年12月）、元神奈川県警巡査部長による三菱銀行強盗人質事件（1985年3月）など、現職警察官や元警察官が借金苦を動機に強盗・殺人などの凶悪犯罪を犯す事件が多発し、「西の廣田、東の澤地」とも言われた。
本事件の捜査段階で、廣田は犯行を自白したが、刑事裁判の公判では全面否認に転じ、彼による犯行を裏付ける凶器（包丁・拳銃）なども発見されなかったため、検察側は目撃証言や銃弾の鑑定結果などといった間接証拠を中心に犯行を立証しようとした一方、廣田や弁護人は「自白は取調官の暴行によって強制されたもので、任意性はなく、目撃証言も信用性がない」と主張。しかし、第一審（大阪地裁）や控訴審（大阪高裁）はそれぞれ、間接証拠から起訴事実を全面的に認定し、廣田に死刑判決を言い渡した。最高裁も1997年（平成9年）12月、廣田を有罪として死刑に処した原判決を支持して廣田の上告を棄却する判決を言い渡し、翌1998年（平成10年）1月に死刑が確定した。なお1972年（昭和47年）以降、警察官の拳銃が奪われたり、盗まれたりした事件は本事件が11件目（12丁目）だったが、拳銃が未回収に終わった事例は本事件が初である。
本事件は、『読売新聞』の同年の「読者が選んだ10大ニュース」で第8位（得票率50.8％、得票数9,756票）に選出され、廣田自身も同紙の「最近、とくに印象に残っている人」の年間累計で第8位に選出されている。崔洋一監督による映画『十階のモスキート』（1983年7月公開、主演：内田裕也）は、廣田が1978年に起こした強盗事件をモデルにしている。

## 廣田雅晴
本事件の犯人は、廣田 雅晴（ひろた まさはる、1943年〈昭和18年〉1月5日 - 、本事件当時41歳）である。「広田 雅晴」とも表記される。上告審弁論後に改姓届を出し、姓を結婚前の「神宮」（しんぐう）に戻している。本事件を起こした当時、身長は161.5 cm、体重は63 kgだった。
刑事裁判により、1998年（平成10年）1月16日に死刑判決が確定（死刑確定から27年6か月と12日経過）。2021年（令和3年）9月20日時点で、廣田こと神宮雅晴（現在82歳）は死刑囚（死刑確定者）として大阪拘置所に収監されている。

### 経歴

#### 生い立ち
雅晴は1943年1月5日、大阪市で5人兄弟姉妹の第三子（次男）として生まれた。雅晴の父親は運送会社に勤めており、結婚して妻（雅晴の母親）の故郷である千葉県山武郡成東町（現：山武市）に住み着いていたが、雅晴の出生当時は大阪に在勤していた。1歳のころ、雅晴は家族とともに成東町に転居した。その後、農業を営む両親のもとで育ち、地元の小中学校を経て、1961年（昭和36年）3月、千葉県立成東高等学校（普通科）を卒業。高校卒業時、雅晴は兄に対し「警察官になりたい」と話していたが、兄は雅晴について「小さいころから暗くなると一人で外へ出れないような臆病者」と感じていたため、「無理だ」と反対していた。その後、石川島造船化工機（東京都江東区）に就職したが、高所での作業を嫌い、1年余りで退社。都内で電気溶接工や司法書士事務所事務員として働いた後、関西に渡った。

#### 京都府警時代
1964年（昭和39年）6月の深夜、製麺業従業員として働いていた雅晴（当時21歳）は、京都・五条通で七条警察署の署員（東洞院六条派出所に配属）から職務質問を受けたが、その署員は体格が良く、実直な雅晴に好感を抱き、職務質問を終えると「警察官にならないか」と勧誘した。雅晴はこの誘いを受けて仕事を辞め、同年の京都府警察の採用試験に合格、同年10月1日付で巡査として採用される。1965年（昭和40年）9月に京都府警察学校を修了し、九条警察署（現：南警察署）警ら課に配属され、下殿田派出所などで勤務した。巡査時代は、巡回先で「ダッコちゃん」の愛称で呼ばれていた。
1967年（昭和42年）4月に結婚して「廣田」に改姓し、妻との間に3児をもうけた。また、1968年（昭和43年）3月には年間勤務優秀で本部長賞誉を受けており、その検挙率の高さから、刑事への登用も検討されていた。一方、友人は少なく、休日には1人で競輪に出かけることもあり、昇任試験で面接の幹部と言い争い、腹を立てたり、上司の指示に不貞腐れて反発したりするような一面もあった。九条署でかつて廣田の直属上司だった府警OBは、廣田の性格について「自分の意に反することにはすぐカッとなるが、じっくり話し込み、信頼してやればとことんやる男だった」と評している。
1971年（昭和46年）に巡査部長昇任試験に合格すると、翌1972年（昭和47年）3月には初の外勤幹部として峰山警察署（現：京丹後警察署）に赴任し、2年間にわたって外勤在所主任を務めた。この間、署長褒章を4回受けており、当時の署長は廣田について「みんなから頼られて声を掛けてもらえる立場で生き生きしていた」と評している。一方、京都市内の中心署である西陣署への配転を希望し、1974年（昭和49年）3月からは西陣署外勤課などに配置換えされた。そして、1977年（昭和52年）3月から、後述の強盗事件までは西陣署十二坊派出所で勤務するようになっていた。しかし、廣田がこのころ、パトロール中に出会った知人に対し「寝ずに勉強して巡査部長になったのに交番勤めとはバカにしている」と不満を漏らし、同僚から教わった競馬にのめり込んで多額の借金を抱え、強盗事件を起こす半年前ごろからは、借金返済のために仕事を休んで消費者金融を回るようになったという旨や、派出所へ転出させられる前後には競艇や小豆相場に手を出し、それも借金を抱える要因となったという旨が報じられている。一方、強盗事件当時の直属上司であった西陣署外勤第一係長は「廣田は西陣署へ着任した当時、司令室に配属されたが、実質1人勤務で『こんな忙しいところはかなわん。性格的にも向いていない』と自ら派出所配転を訴えた」と主張し、廣田が犯行に走った動機について「峰山署で在署幹部として活躍していた廣田は、市内署でも幹部として活躍することを夢見ていたが、市内署は巡査部長の数も多く、異動前に抱いていたイメージと現実との落差からプライドを傷つけられた」と考察している。また、ある府警OBは『サンデー毎日』の取材に対し、廣田は当時、人事権を強く振りかざす上司と折り合いが悪かったという旨を証言している。

### 強盗傷人事件
1978年（昭和53年）7月17日8時30分ごろ、廣田（当時35歳）は西陣署の拳銃保管庫から、同僚が保管していた実包5発入りの拳銃1丁を盗む事件を起こした。当時、廣田は非番で自分の拳銃を収めに西陣署に行ったが、その際に幹部の立会がなく、人もいなかったことから、拳銃保管庫の扉の影に隠れ、同僚の巡査の拳銃をサックから取り出し、自分の持っていた紙袋に入れて署外に持ち出した。廣田は17日から18日にかけ、盗んだ拳銃を自宅の押し入れに隠し、19日にハンカチで包んで紙袋に入れ、制服で隠して持ち出すと、船岡山公園の失対事務所床下にハンカチでくるんだ状態で隠した。拳銃の所有者である巡査は19日朝、自身の拳銃がなくなっていることに気づき、それ以降は府警が特捜班を編成して西陣署に出入りした派出所員や、祇園祭の応援に出た署員ら13人をリストアップし、アリバイなどを調べていた。
20日16時30分ごろ、西陣署近くの公衆電話から、上鴨警察署（現：北警察署）へ「田中」と名乗る中年の男が「西陣署の拳銃はわしがやった。拳銃は後日、東寺の方から通っている警官を通じて返す」という電話をかけている。同日18時ごろ、廣田はタクシーで船岡山公園に行って拳銃を取り出し、自宅に持ち帰ると、21日9時40分ごろ、拳銃を持って自宅を自転車で出た。
同月21日11時45分ごろ、廣田は京都市下京区上珠数屋町通河原町西入ルの路上（枳殻邸北側）で、バイクで通りかかった近畿相互銀行京都支店の店長代理男性（当時32歳）めがけて1発発砲し、現金を奪おうとしたが、風防ガラスを貫通したのみで、男性がそのまま走り去ったため未遂に終わった。その直後の12時10分ごろ、札ノ辻郵便局（南区東九条石田町）に強盗目的で押し入り、窓口係職員の女性（当時45歳）に対し、銃を突きつけて金を出すよう迫ったが、相手が悲鳴を上げたため、拳銃で頭を殴りつけて1週間の怪我を負わせ、自転車で逃走した。同日16時ごろ、再び上鴨署に「田中」と名乗る男が「拳銃は今でも持っている。全弾山で撃った。薬莢はそちらに送る」などという電話をかけている。

#### 発覚・逮捕
同月22日、廣田は「犯人から自宅に電話があり、ピストルの隠し場所を教えてきた」と届け出、六孫王神社（京都市南区八条通）の境内で、盗難された拳銃（ニューナンブ38口径、実包4発入り）と空薬莢1個が回収されたが、当時の廣田の状況説明に曖昧な点が多かったことや、捜査中に不審な言動を取っていたこと、そして廣田が事件当日、署の外勤室で数分間一人になり、拳銃を保管庫から自由に取り出せる状態にあったことなどから、廣田は重要参考人として取り調べを受けた。廣田は「自分は拳銃の発見に努力したのに、疑われて残念だ」などと容疑を否認し、ポリグラフ検査を拒否するなどしたが、23日に窃盗容疑で逮捕された。翌24日、廣田は窃盗・銃砲刀剣類所持等取締法違反・火薬類取締法違反の容疑で京都地方検察庁に送検され、同日付で懲戒免職処分を受けた。さらに同月26日には郵便局での強盗傷人容疑で再逮捕され、8月17日には窃盗・銃刀法違反・火薬類取締法違反・強盗傷人の罪で京都地方裁判所に起訴された。
廣田は逮捕後も容疑を否認し、強盗事件が起きた21日当時の行動について「新聞を買いに出た」「子供を散歩に連れて出た」「南区の知人宅で話し込んでいた」とアリバイを主張したが、それらの主張はすべて虚偽であることが判明。7月27日になって犯行の一部を認め、逮捕から10日目の8月1日には犯行をほぼ全面的に自供した。動機については、当初は「信頼していた直属の上司が自分の病気欠勤のことで悪口を言っているとの噂を聞き、『拳銃がなくなれば困るだろう』ととっさに思いついた」と供述し、計画性を否定した。しかし、多額の借金があったことを追及され、強盗については「借金返済のために金が欲しかったため、かねてから事情を知っていた札ノ辻郵便局を襲った」と自供したが、拳銃窃盗の計画性については一貫して否定した。なお、銀行員銃撃事件については被害者が「廣田らしき男を追い越した直後、至近距離から発砲された」と主張したことや、現場の道幅は狭く、人通りがあれば必ず目に入るであろう場所であったことなどから、（強盗）殺人未遂容疑の適用も検討したが、廣田は強盗の犯意は認めたものの、殺意に関しては否認し、殺意の存在を裏付ける証拠もなかったため、強盗未遂罪での立件となった。
当時は田岡一雄（山口組組長）が銃撃される事件が発生したばかりで、暴力団の対立抗争が激化し、拳銃などの武器摘発に全国の警察が躍起になっている中で発生した事件であり、京都府警に衝撃が走った。また、同年1月には制服警官女子大生殺人事件が発生しており、警察官の規律が大問題となっていた直後に本事件が発生したことで、社会に衝撃を与え、警察の威信は大きく失墜する形となった。それまでの警察不祥事事件は多くが20歳代など、比較的年代の若い警官に集中していた一方、廣田によるこの事件は「安定した世代」と見られていた中堅級警察官による事件であったことも注目された。
一方、本事件をきっかけに京都府警における拳銃取り扱い規定が順守されていなかったことも問題視された。一連の事件を受け、京都府警本部長の佃泰は8月18日付で引責辞任し、廣田の直属の上司だった西陣署長の小西昭が6か月間の減給処分（100分の10）と警備第一課長への左遷を受けるなど、合わせて11人が懲戒処分を受けた。

#### 懲役7年が確定
廣田は一連の犯行で、窃盗・銃刀法違反・火薬類取締法違反・強盗傷人・強盗未遂の罪に問われた。同年10月16日、京都地裁第3刑事部（吉田治正裁判長）で初公判が開かれたが、被告人の廣田は盗まれた拳銃を所持していたことこそ認めたものの、それ以外の犯行については「みんな警察の作り事だ。真犯人は別にいる」として、起訴事実を全面的に否認した。そのため、18回にわたる公判では廣田の犯意・計画性・実行行為など、犯罪の事実認定をめぐる攻防が繰り広げられた。また公判中、京都拘置所に勾留されていた廣田は、『人民新聞』に「公安の実態を暴く これが警察の内状だ」と題した投書を寄稿し、その中で冤罪を訴え、西陣署長の小西を名指しで非難するとともに、「出所した折りは、私は京都府警に対し「ふくしゅう」をしてやるつもりでいます。そうでなければ私は死んでも死にきれないのです。」など、京都府警への怨嗟を綴っていた。同紙に投書を寄せたきっかけは、拘置所時代に連合赤軍の加藤倫教と知り合ったことだが、公安関係者や、同事件で弁護人を務めた堀和幸（後に115号事件でも弁護人を担当）は、「廣田は思想的に新左翼に傾倒していたわけではなく、反権力・反警察という点で新左翼と利害が一致したにすぎない」と考察している。
1980年（昭和55年）3月3日の公判で、廣田は検察官から懲役8年を求刑された。一方、廣田の弁護人を務めた堀は同年3月24日の最終弁論で、「廣田の自白以外に確たる証拠はなく、その自白も信用性が低い」として無罪を主張、廣田本人も最終意見陳述で「警察側の証人は、裁判所の判断を誤らせようと、故意に真実を隠したりして全く卑怯だ。検察官の求刑には“ノシ”を付けて返したい」などと陳述した。
京都地裁第3刑事部（吉田治正裁判長）は同年6月10日、廣田に懲役5年（刑期に未決勾留日数650日を算入）の実刑判決を言い渡した。同地裁は、捜査段階における廣田の自供が、各種状況証拠と一致することや、廣田が信頼していた上司から説得を受けて自白に至ったという経緯などから、自白の任意性・信用性を認定した上で、拳銃も部外者が盗み出すことは不可能な状態だったことも併せ、「内部の者による極めて短時間の犯行」として、一連の事件を廣田の犯行と認定した。その上で量刑理由では、犯行動機となった巨額の借金は廣田自身が招いた事態である点や、市民を犯罪から守るべき立場の現職警察官による悪質な犯行であり、刑事責任が重大である点を指摘した一方、犯行が「無計画・衝動的」なものであり、社会的制裁を受けている点などを考慮した。同日、廣田は京都地裁へ護送された際、群がる報道陣に唾を吐きかけ、蹴り上げようとしていた。同月21日、京都地検は量刑不当を理由に控訴した。一方、無罪を主張していた廣田は控訴せず、弁護人を担当した堀に対し「もう裁判はあきらめます。早く服役し、出所して警察の腐敗ぶりを告発したい」と発言していた。その後、廣田は控訴審の公判には出廷しなかった。
大阪高等裁判所第4刑事部（吉川寛吾裁判長）は1981年（昭和56年）2月19日、「派出所主任という地位にある現職警察官が犯した重大かつ悪質な犯罪」「言語道断の犯行で、市民に与えた不安は大きい。反省もしておらず、一審の量刑は軽すぎる」として、原判決を破棄自判し、廣田に懲役7年の実刑判決を言い渡した。廣田は上告を勧める弁護人に対し、「検察も裁判所も信用できない。服役して出所後のことを考える」と答え、上告することなく同判決が確定した。

### 服役生活
廣田は同年3月26日から1984年8月29日まで、4年5か月24日間（未決勾留日数を除く）にわたり、加古川刑務所に服役した。満期は1985年（昭和60年）8月29日で、府警が加古川刑務所に確認したところ、1983年（昭和58年）5月26日に「満期まで仮釈放はない」という公式な返答を得ていた一方、裏ルートで調べたところ、「出所近し」の情報も入手していた。廣田は仮出獄許可決定を受け、1984年8月30日に出所していた。服役中、廣田はボイラーマンの2種免許（乙種）や危険物取扱主任（乙種）の資格を取得し、簿記・そろばんに励むなど、成績は「良好」とされていた。仮釈放が認められた理由は、「引受人として成東町に家族がいる」「委員会での面接調査で改悛の情、更生の意欲が確認できた」の2点で、廣田が公判中に『人民新聞』に警察への復讐の念を書き綴った文章を投稿したり、刑務所内で待遇改善を求める闘争を続けていた事実は、刑務所側から近畿地方更生保護委員会には報告されていなかった。一方、廣田は同房者に対し、「西陣署に仕返ししてやる」と漏らしていた。捜査関係者は、廣田が真面目に服役していた理由について「早く出所して早く（京都府警に）復讐しようという計算のためではないか」という推論を述べている。

## 犯行の準備
加古川刑務所を出所した廣田は、家族とともに滋賀県大津市内のホテルで一泊し、翌日（8月31日）に日本国有鉄道（国鉄）の京都駅で、妻から仮出獄前に用意させていた現金20万円を受け取り、実母とともに新幹線で東京に向かった。同日午後、千葉保護観察所に出頭した廣田は、担当の保護観察官と面接したが、仮釈放中の注意事項を話された際には素直に聞いており、今後の生活方針については「就職先が決まるまで、しばらく母親の農業を手伝いたい」「実家で農業の手伝いをしながら仕事を見つけ、京都市に住む妻子を呼びたい」などと話していた。同日16時ごろ、廣田は帰住先である実母宅（成東町）に赴いた。同日夜、成東町の保護司が廣田の実家を訪れた際、廣田は久しぶりに再会した母親と歓談していた。
同年9月2日夜、廣田は母に対し、「明日東京へ仕事を探しに行く」と言い、3日4時40分過ぎごろに家を出て、5時18分発の成東駅（総武本線）の始発電車に乗って千葉駅へ向かった。しかし本当の行き先は東京ではなく京都で、東京駅から新幹線に乗り、10時前後に京都駅に到着した。当時、廣田は強盗でまとまった金を得ようと考えていたため、そのための凶器として、京都市上京区の千本通沿いで買い物をした。10時30分ごろ、廣田は（後に京都事件で凶器として用いた）ステンレス製の包丁1本を千本通沿いの金物店で、ボウガン（全長約79 cm）1丁とその矢（長さ約36 cm）6本・射撃用革手袋一双・サングラス1個を、それぞれ金物店近くの銃砲火薬店で購入し、観光者用の手提げ袋に入れている。代金は合計8万円で、うちボウガンと矢6本が5万5,000円だった。この銃砲火薬店の店員によれば、この時に廣田が所持していた手提げ袋は、「旅行者が持つようなベージュっぽい色の編み込んだようなビニールでできた袋」（縦約70 cm×横約50 - 60 cm）で、金閣寺か銀閣寺のような寺と五重塔のような図柄が黒で描かれ、ローマ字で「KYOTO」と書かれていた。その後、ボウガンが長くて目立つため、銃床部分と先台部分を切り離そうと考え、前述の金物店で折りたたみ式のこぎり1本を追加で購入したほか、11時30分過ぎごろには銃砲火薬店でボウガンの撃ち方などの説明を受けた後、偽名を用いてボウガンなどの入った手提げ袋を預け、18時ごろ以降に受け取りに戻った。その後、ボウガン本体をのこぎりで銃床部分と先台部分とに切り離したが、結局は凶器として使うことは断念し、それぞれ別々の場所に捨てた。
その後、廣田は拳銃を奪うため、以下のように「放置バイクがある」と虚偽の申告をして警察官をおびき出そうとしたが、いずれも失敗に終わった。
1. 亀山公園（京都市右京区）付近に行き、18時50分ごろ、近くの公衆電話から太秦警察署（現：右京警察署）へ電話をかけ、嵐山派出所へつないでもらうと、応対した派出所の警察官に「亀山公園に放置バイクがある。昨日から言っているのに何で見に来んのや。中央広場の看板がある所や。俺が見てたるさかい来いよ」などと言った[22]。そして、同公園南側入口付近で警察官を待ち伏せたが、出会うことはできず[注 20]、19時50分ごろ、公園東方の渡月橋北詰からタクシーに乗車し、千本北大路交差点付近（京都市北区：座標）で下車した[22]。
2. 20時30分ごろ、千本北大路交差点付近にある北区衣笠北荒見町15番地の紙屋児童公園（座標）付近にあった公衆電話から、西陣署に電話して十二坊派出所につないでもらい、応対した警察官に対し「児童公園の前の大槻だが、公園の前に長い間バイクが放置してある。前から言ってある。早く来てほしい」などと言い、公園で警察官を待ち伏せた[126]。しかし、21時ごろに警察官が公園に赴く前に廣田はその場を離れてしまった[1]。

このため、いったんは警察官をおびき出すことを諦めたが、下殿田派出所に勤務していた1967年（昭和42年） - 1968年（昭和43年）ごろ、職務上何度も出入りしていた南区内の質屋の経営者が老夫婦だったことを知っていたことから、その夫婦を包丁で脅すなどして金品を奪おうと決意し、警察官を装って同店に電話を掛けた。そして、22時 - 22時20分ごろにかけ、「職務質問を受けている男が持っている腕時計などをそちらの店で買ったと言っているので、確認のために派出所まで来てほしい」などと嘘を言い、夫婦を店外に出てこさせようとしたが、相手が容易に応じようとしなかったため、失敗した。廣田は23時30分ごろ、京都駅八条口近くのラーメン店でラーメンを食べ、翌4日1時40分、京都駅八条口からタクシーに乗車したが、この時には先端30 - 40 cmを新聞紙で覆った細長い棒状のもの（長さ約1.4 m×直径約2.5 cm）を持っていた。廣田は1時50分、「京都スポーツサウナ」（東山区三条大橋東方）に入店し、同店で宿泊した。滞在中、廣田はロッカールームで服を着替えたり、店内でラーメンを食べたりしてから仮眠室に入ったが、従業員によれば寝入ることはなく、じっと考え込んでいる様子だった。廣田は7時40分にサウナを退店したが、その際には下着としてランニングシャツを着用し、先述の棒状のものを持っており、タクシーに乗車して現場に向かっている。その後、廣田は京都事件の約3時間前（10時ごろ）に今出川通千本東入ルの「ジャスコ」に立ち寄り、衣類やバッグなどを品定めしたが、この時点では先述の棒は持っていなかった。

## 京都事件
廣田は以上のように、警察官から拳銃を奪う計画や、質屋を標的とした強盗がいずれも失敗に終わったことから、警察官を殺害して拳銃を奪い、その拳銃で強盗をしてまとまった金を得ようと決意。9月4日12時40分ごろ、船岡山公園（京都市北区紫野北舟岡町42番地）正門付近の公衆電話から、かつて勤務していた十二坊派出所に電話し、それに応対した男性巡査A（当時30歳）を騙して公園内におびき出した。通常、十二坊派出所は2人勤務だったが、同日は相勤者の巡査長が巡査部長昇任試験を受験するため、警察学校に出掛けており、Aが1人で勤務していた。Aは電話を受けた当時（12時42分ごろ）、昼の休憩時間中だったが、携行の署活系携帯無線機で西陣署指令室係員に対し、これから警らに向かう旨を送信し、派出所前からバイクに乗って千本通を北上し、船岡山公園に向かった。事件現場となった船岡山公園の山頂広場南側斜面は、十二坊派出所から北東に直線で約250 mの距離に位置し、同派出所からのオートバイによる所要時間は約2分30秒だった。
12時50分ごろ、廣田は公園内山頂広場南側斜面で、騙されて1人でやってきたAをステンレス製包丁（刃体の長さ約16.9 cm）で襲い、右太腿内側や右肩内側など、多数箇所を突き刺し、右大腿動静脈切断などの傷害を負わせた。そして、Aの右肩にかけられていた拳銃の吊り紐を切断し、Aが持っていた警察用ニューナンブ回転弾倉式拳銃（実包5発装填：38口径、銃番号632606）1丁を奪うと、うつ伏せに倒れていたAの左背部に1発銃弾を撃ち込んだ。Aは指令室係員に対し、無線機のプレストークボタンを押さえたままの状態で、「115から西陣」との送信を2、3回繰り返し、うめき声とともに「助けてくれ」と送信したが、無線機の緊急発信ボタンを押したと見られる緊急信号を最後に、送信は途絶えた。
発信地が不明だったため、西陣署は全署員を動員してAを捜索。Aは13時6分ごろ、全身を鋭利な刃物で刺されてうつ伏せに倒れているところを発見され、病院に搬送されたが、13時46分、搬送先で死亡が確認された（死因：失血死）。京都府警は同日、殉職した被害者Aを警部補に2階級特進させ、同月7日に行われたAの告別式では、霊前に「多大な功労があった」として府警本部長の賞詞を贈っている。また没日付で、Aは勲七等青色桐葉章を追贈されている。なお、現場では相当な格闘があったと思われているが、毛髪など（犯人につながる）有力な遺留物は採取されなかった。

### 不審な男の目撃情報

#### 事件前
発生直前の12時には、十二坊派出所近くに住んでいた男性（1978年の事件以前から廣田の顔を知っており、同事件の際に名前を知った）が、自宅近くで廣田を目撃していたが、彼は事件を知り、同日夜に父親に対し「今日昼に廣田を見た」と話していた。また12時30分ごろには、船岡山公園正門（公園北西側）のすぐ西側に住んでいた女性が、自宅近くの公衆電話で廣田に似た不審な男（白い棒状のものを持っていた）を目撃し、それからしばらくして公園正門付近にパトカーや救急車が着て騒がしくなった旨を公判で証言しているが、彼女は同日中に警察官から事情聴取を受けた際に4人の写真を見せられ、その中から廣田の写真を選んでいる。

#### 事件後
12時57分ごろから13時ごろにかけ、船岡山の南部で不審な男が南東方向へ向かって歩いていく姿を男女2人が目撃しており、次いで13時5分から15分ごろにかけても、同所から南東方向にある大宮通周辺で、男性5人が先述の男と似た人物を目撃している。彼らの目撃証言を総合すれば、その男は身長160 cm前後、顔は色黒で、頭髪は短く、白い半袖シャツないしランニングシャツを着用しており、片肘ないし両肘に血が付着していた。年齢については、「40歳前後」「40から45歳」「35、36歳」「40歳より上」などの証言があった。
また13時15分ごろ、上京区大宮通寺之内上ルの喫茶店「カトレア」付近で、45歳くらいの男（白の半袖開襟シャツ）1人がタクシーに乗車し、千本中立売交差点（座標、現場付近から約2 km南）の東側で下車して東に歩いていった。タクシー運転手の証言によれば、この男は45歳程度で背はあまり高くなく、色黒で頭髪は短く、白い半袖開襟シャツを着用していたが、乗車時から下車時まで両腕を前で組み、それを隠すようにベージュ色の麻袋のようなものを持っていた。彼が下りた後、運転手が後部座席を確認したところ、座席カバー左側の端に赤黒いもの（前の客を乗せた際にはなかった）が付着していた。このタクシー運転手は13時50分、「シャツに血のついた男を乗せ、千本通中立売で降ろした」と110番通報している。
13時30分ごろ、千本中立売交差点東側路上で、左腕の肘から手首にかけて拭ったように血を付けた男（身長165 - 166 cm）が中立売通を南から北に横断し、「千中ミュージック」や「西陣大映」のある方向に歩いている姿を、先述とは別のタクシー運転手が目撃している。そして同時刻ごろ、西陣大映に不審な男（35 - 40歳程度、身長160 - 165 cm、短髪、色黒、白のランニングシャツ姿、左肘や顔面に血が付着していた）が入場し、約5分後に出ていった。この男は場内に入った際、肘のあたりに血がついていることや、ズボンに土による汚れがついていることを従業員に目撃されており、しばらくして場内からロビーに出てきて、自動販売機で清涼飲料水「リアルゴールド」を購入して飲み、その空き瓶を館内に残していた。男が館外に出た直後、この従業員は同館に駆けつけた警察官に対し、血を付けた男が入館して「リアルゴールド」を飲み、短時間で出ていったことを説明し、すぐに警察官が水滴のついた空き瓶（廣田の指紋が付着していた）を発見している。
以上の目撃証言すべての共通点として、両肘もしくはどちらかの肘に血を付着させていたことが認められるほか、年齢・身長・体格・頭髪の状態・容貌（色黒で丸顔）などの点もよく合致していた。また、すべての証人が一致して証言したことではないが、「ズボンの後ろ側に土（砂）によると思われる汚れを付着させていた」「ベージュ色用の紙袋を持っていた」「両腕を前で組み、これを紙袋用のもので隠すようにしていた」「顔面に細かい血痕様のものを付着させていた」など、それぞれ複数人の証言が一致する点も見られた。そして、着衣についても上は白いランニングシャツか半袖シャツ、下は濃紺か黒っぽいズボンということで一致しており、各目撃時刻が接着してほぼ連続していたこと、目撃された不審な男が歩いた方向やタクシーに乗って向かった方向もそれぞれ連続していたことなどから、一連の目撃された男は同一人物で、船岡山東南部の南側から「西陣大映」まで移動したことが認められた。
そして、タクシーから発見された血痕の血液型はA型でMN型の人血（被害者Aと同一型）であることや、「リアルゴールド」の空き瓶に廣田の指紋が付着していたことなどから、一連の目撃された人物は廣田と結論づけられている。なお、14時過ぎには新京極（京都市中京区）の喫茶店に廣田らしい男（浅黒い顔で赤系統のポロシャツを着ていた）が来店し、約20分間滞在してオレンジジュースを飲んでいた。廣田はAから奪った拳銃で金融業者に強盗に入ろうと考え、京阪電車で京都から大阪に移動したが、仮にこの男が廣田であると仮定した場合、彼は新京極に近い三条駅か四条駅から京阪本線を利用したものと見られる。

## 大阪事件

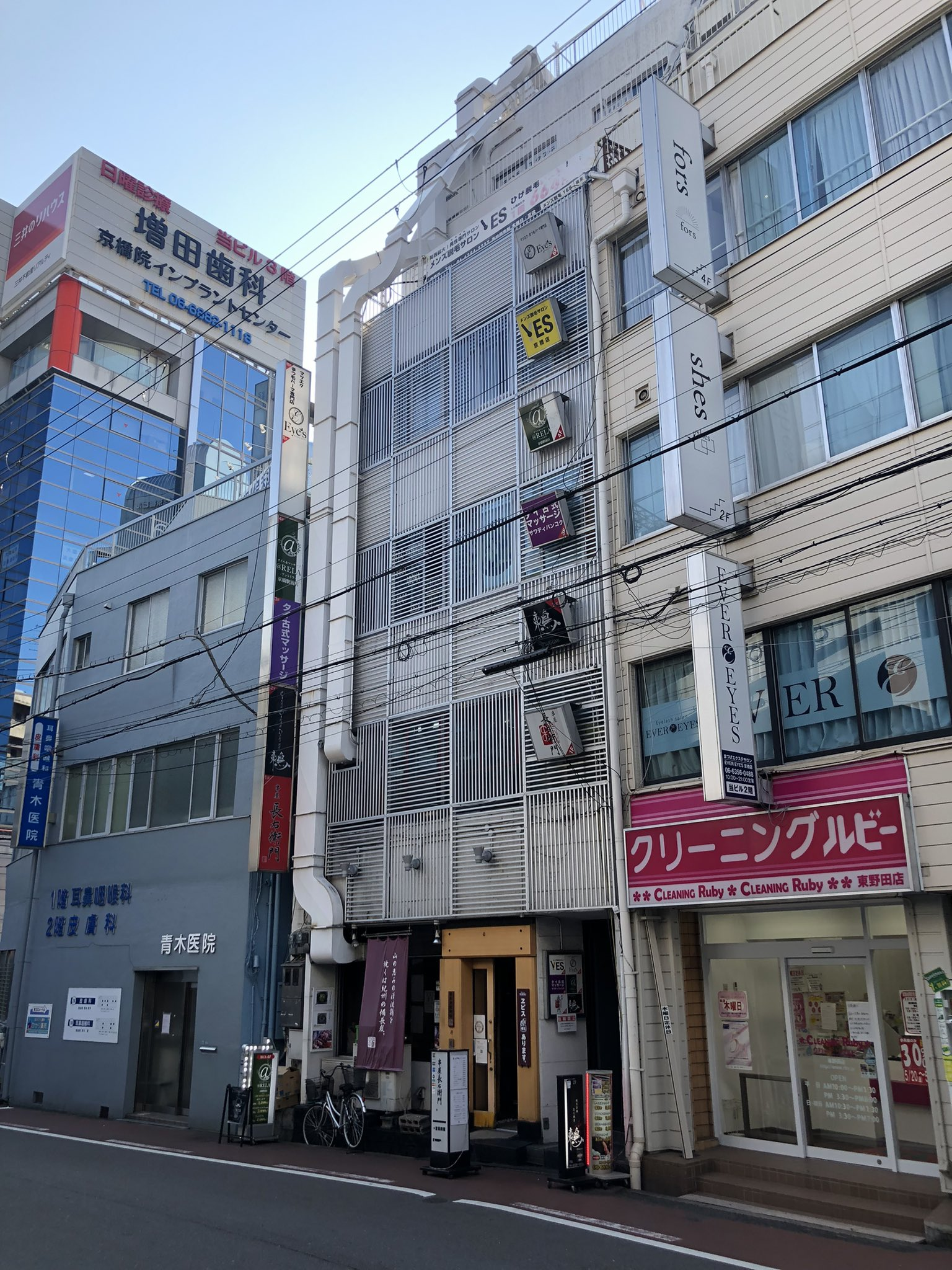
大阪事件の現場となった永井ビル（2022年5月撮影）

大阪事件発生の約30分足らず前、廣田は京橋駅（京阪本線）北側の飲食店「あんどれー」京橋店に入店し、約5 - 10分ほど滞在した。廣田は同店でレモン味のかき氷を食べ、コカコーラの紙コップで水を飲んだが、その際にかき氷のカップに右手親指の指紋を遺している。なお、廣田は京都事件では白い半袖シャツを着用していた一方、大阪事件の犯行時には赤いシャツを着用していたが、購入時期や着替えた時期は特定されていない。
16時ごろ、廣田は大阪府大阪市都島区東野田町二丁目2番20号の「永井ビル」2階に入居していた消費者金融店「ローンズタカラ京橋店」に押し入った。「永井ビル」は、京阪京橋駅の北西側に位置し、東西に通ずる道路北側に面した南向きの6階建て賃貸ビルで、2階に事件現場となった「ローンズタカラ京橋店」が、4階には別の消費者金融店「甲」が入居していた。また、同ビル前の道路の向かい側（約15 m離れた位置）には都島警察署京橋派出所があったが、事件後の実況見分により、同派出所は「ローンズタカラ京橋店」内の犯人が立っていた位置から、南側の窓を通して見える場所にあったことが判明している。
犯行直前の16時前ごろ、「甲」（当時、店長と従業員2人の3人が勤務していた）の北側にある入口に、赤いかぶりの半袖シャツ（胸にボタンが3、4個ある）を着用し、金縁の薄い黒のレンズのサングラスを掛け、黒い手袋をし、ベージュの手提げ袋を持った男が訪れていた。店員らの証言によれば、その男が持っていた手提げ袋は、ベージュ色で光沢があり、編んだ感じの材質で、上の方にローマ字で「KYOTO」と書かれ、中央部には金閣寺の墨絵が描かれており、下の方には崩した字で「金閣寺」と書かれていた。その男は最初、「甲」のドアを顔が入る程度に開け、店内を左右に覗いてすぐに閉め、しばらく入口外の踊り場付近にいたが、今度はドアを前より大きく開け、店内西側にいた男性従業員と話をしてから退店し、階段を降りていった。「バーン」という銃声が聞こえたのは、その直後である。
廣田が「ローンズタカラ」に入店した当時、店にはBと、女性従業員C（当時26歳）の2人がいた。当時、同店の店長は集金のため外出中だった。Cの証言によれば、当時、店に押し入った男は35 - 40歳程度で、身長は160 - 165 cm、小太り、スポーツ刈りで顔は色黒といった風貌であり、赤いかぶりの袖付き半袖ポロシャツ（胸にボタンが3個ほどついていた）を着用し、薄い黒のレンズのサングラスを掛け、右手には黒い手袋をはめていた。Cは後の公判で、法廷で廣田の姿を見て「よく似ている。顔の輪郭、顎、目の感じが一緒」と証言している。また、当時男が持っていた手提げ袋には、金閣寺の写真が印刷してあった。廣田は店に入ると、カウンター内の自席で新聞を読んでいた従業員の男性B（当時23歳）の前にカウンター越しに立ち、右手に持った拳銃をBに突きつけ、「金を出せ」と脅した。しかし、Bは突然の事態を理解できず、「冗談でしょう」と繰り返し、要求に応じなかった。そのため、廣田はBを射殺して金員を奪おうと決意し、拳銃でBの右前胸部を1発撃ち抜き、Bを即死させた。そして、そばにいたCを「金を出せ」と脅迫し、現金約60万円を奪った。16時2分ごろ、現場に居合わせて事件を目撃したCが110番通報し、駆けつけた警察官によって事件が認知された。

### 逃走
廣田は大阪事件発生後の16時45分ごろ、大阪市北区曾根崎一丁目の特殊浴場を訪れ、2万円を費消したが、この時にはヘルスバスの蓋に左手掌紋を残していた。当時、廣田は黒みがかった赤い半袖シャツを着用し、「あんどれー」の店員らが目撃したものと似たような手提げ袋を所持していた。また、ベージュ色の麻でできたような大きい手提げ袋を所持しており、接客サービスをしたホステスにより、左足の指の近くにできたまめを自ら剥いでいるのを目撃されている。
17時45分ごろ、廣田は曾根崎二丁目のピンクサロンを、同日最初の客として訪れ、ホステス全員を指名し、その指名料として10万円を費消しているが、その際にも「臙脂色ないし赤っぽい色の半袖シャツ」を着用し、「あんどれー」で目撃された際と似たような手提げ袋を所持していた。また、同店ではホステスに、左足裏の指に近い部位の「まめ」の皮膚が剥がれたところへバンドエイドを貼ってもらっている。廣田は同店の従業員に頼み、カーキ色の合織製で、中央部に「LESTEMER」の文字が織り込まれている手提げバッグ（縦24 cm×横37 cm）や、白い半袖ポロシャツ、紺色スラックスなどを購入させると、同店のトイレで服を着替え、先に着替えた衣服をバッグに入れた。この時に用いた代金は5万円で、廣田はソープランドと合わせて計17万円余を費消したことになる。同店のホステスは、廣田が「千葉出身」「京都府警の元警察官」と名乗った上で、京都府警の悪口を言っていたことを証言している。
その後、廣田は国鉄大阪駅からタクシーに乗車した。タクシーは名神高速道路を経由し、廣田は20時20分ごろに京都駅八条口で下車したが、廣田は運転手に対し「京都駅に置いた荷物を取りに来たんや」と話していた。廣田は京都駅から東京行きの新幹線に乗車し、23時40分前後に実家に「今、東京駅に着いた」と電話している。
検察官の冒頭陳述によれば、廣田は5日未明、タクシーで江戸川右岸に向かい、曾根崎二丁目のピンクサロンで従業員に買わせたボストンバッグを投棄した。警視庁などの調べにより、同日1時ごろと10時ごろの2回、廣田らしい男が江戸川河岸に現れていたことが判明している。一連の目撃証言によれば、その男は1時ごろ、京葉道路の江戸川大橋東側（東京都江戸川区）手前で個人タクシーを止めて乗車し、千葉市内で降車したが、車内では終始落ち着かない様子だった。廣田はバッグを捨てた後、成東町の実家近くの裏山まで行ったが、警察の張り込みに気づき、タクシーを乗り継いで総武本線沿線を逃走した。廣田らしき男が再び江戸川大橋付近に現れたのは、その後のことである。

## 捜査
京都事件の被害者Aの拳銃が奪われていたことや、現場状況から、京都府警はAが拳銃強奪目的で殺されたと推測し、「警官殺害・短銃強奪事件捜査本部」を西陣署に設置、府内全域に緊急配備を行った。一方、大阪府警察も大阪事件発生を受け、同事件を強盗殺人事件と断定して都島警察署に捜査本部を設置した。
事件翌日の9月5日1時40分、有力な被疑者として廣田が浮上した。事件直後の現場周辺の目撃情報や、その目撃者が廣田の顔写真を見て「犯人とよく似ている」と証言したこと、そして犯人らしき男が立ち寄った映画館に遺された飲料水の瓶から廣田の指紋が採取されたこと（前述）などが、その理由である。また、大阪事件の被害者Bからも38口径の実弾が検出され、2つの弾丸はそれぞれ線条痕が一致。犯人の人相・着衣から、両事件は同一犯（京都事件でAから奪われた拳銃が大阪事件でも凶器として用いられた）と断定された。
6日には韓国の全斗煥大統領が来日することになっていたため、京都府警は5日、2,000人（全警察官の3分の1）を警戒出動に動員させ、京都駅などの主要ターミナル駅で厳戒態勢を張ったほか、捜査本部は同日9時から船岡山公園一帯に機動隊員約100人らを動員し、凶器や遺留品などを捜索した。10年前の1974年夏、文世光が大阪府南警察署の派出所から奪った拳銃で、当時の韓国大統領・朴正煕を狙撃し、大統領夫人を射殺する事件があったためで、京都・大阪の両府警は厳戒態勢を張っていた。また、警視庁や警察庁の警備当局も、獄中で過激派との結びつきを持ったとみられていた廣田の動向を強く懸念、警視庁を始めとした首都圏の警察本部も厳戒態勢に入っていた。特に、千葉県警察は管内に廣田の実家を抱えていたため、「廣田は県内に立ち回る可能性が高い」として、警察官250人を非常招集し、廣田の実家周辺や知人宅、主要幹線道路、国鉄、私鉄の駅などを中心に張り込みや検問体制を強化していた。警察庁も事件の凶悪性や再犯性（当時、拳銃に実弾3発が残っていたと見られていた）を考慮し、2時15分、一連の連続殺人を広域重要115号事件に指定した。大阪府警は当時、グリコ・森永事件（広域重要事件114号）の捜査に追われており、同時に2件の重要事件を抱えるという未曾有の事態に見舞われた。同事件の犯人（かい人21面相）は、廣田が逮捕された後の9月25日、『朝日新聞』『毎日新聞』『読売新聞』『サンケイ新聞』の4紙に送った「挑戦状」で、「警官広田は かっこ ええやんか」などと綴り、「なんで わしらを つかまえて くれへんねん」と大阪府警を挑発していた。
当時、大阪府警特殊班の一員としてグリコ・森永事件の捜査に携わっていた岡田和磨は、現役時代に府警捜査一課が取り扱った事件の被疑者の似顔絵を手掛け、その数は「キツネ目の男」を含む数百枚におよんでいたが、彼がCの目撃証言をもとに描いた似顔絵は、描いた瞬間に警察内部で「あの廣田だ」という声が上がるほど再現度の高いものだった。警察当局は2時30分、検問中の警察官らに対し、廣田の顔写真約10,000枚を配布している。

### 廣田逮捕
廣田は7時過ぎ、成東町の実家に「俺だ。元気にしているか」と電話をかけ、それ以降も数回にわたって電話した。廣田が実家に電話した際、テレビで事件を知った廣田の長男が「お父さん、ほんとに人殺しをしたのか」と泣きながら話すと、廣田は怒って電話を切った。
また、7時48分には西陣署の交換台に架電し、「署長を出せ。お前らが捜している廣田や」と名乗り、千葉にいることを告げている。実家に張り込んでいた捜査員による逆探知の結果、廣田は千葉市内に潜伏していることが判明。このため、千葉県警と警視庁は第3の犯行に備え、それぞれ管内全署に警戒を指示した。一方、廣田は同日8時過ぎ、自宅近くに住んでいた担当の保護司宅にも電話をかけ、「今東京にいるが、俺は犯人じゃない」「警官が自宅を張っている。のけてくれ」などと話したが、保護司から「犯人じゃないなら、警察に出頭して事情を説明しなさい」と説得されていた。保護司はその後、千葉保護観察所を通じて廣田から電話があったことなどを捜査当局に通報した。
9時30分、警察庁刑事局幹部が廣田への容疑について検討を始めたが、当時は物証が十分ではなかったため、京都府警に「今少し状況証拠を積み上げるように」と指示している。一方、大阪府警は13時に総合対策本部（本部長：四方修府警本部長）を設置していた。なお、10時45分ごろには警視庁新宿警察署に対し、新宿区西新宿二丁目の都営4号地脇にあった公衆電話ボックスから、関西訛りの男の声で「京都の事件を知っている」という電話がかかっている。同署員が現場に急行したところ、男は既にいなくなっていたが、目撃者はその男について「廣田に似ている」と証言していた。廣田は14時ごろ、実家（当時、周辺に捜査員約30人が張り込んでいた）に電話をかけ、母親に対し「俺はやっていない」と話したが、母から「生きた心地がしない。なんとかして」と言われていた。
廣田は身柄を確保される約40分前、千葉市都町の千葉県知事公舎近くから個人タクシーに乗車し、運転手に対し「成東まで有料道路を通っていってくれ」と行き先を告げた。このタクシーの運転手は事件のことは知っていたが、客として乗ってきたその男（廣田）が犯人であるとは思わなかったという。タクシーに乗車している間、廣田は「東京からタクシーに乗ってきたが、運転手が道を知らず、遠回りをしたので、千葉で降りた」と話すのみで、道順を指示する以外にほとんど口を利かず、タクシーの助手席にあった新聞朝刊（本事件を報じていた）にも気づかぬ素振りをしていた。一方で15時35分ごろ、千葉県警捜査一課の警部ら捜査員4人が、千葉東金有料道路の東金料金所（東金市）付近をライトバンで、成東町へ向けて移動しながら警戒に当たっていたところ、前方を走っていたタクシーの車内に、白いゴルフ帽を目深に被り、座席に身を隠すようにして乗車している男を見つけた。「ゴルフ場に行くには時間が遅すぎる」と考えて車に接近し、男の顔を確認したところ、手配されていた廣田の顔写真とそっくりだったため、彼らはこの男を廣田と直感し、廣田が凶器の拳銃を持っていることを前提に銃撃戦も想定した上で、車内で作戦を練りながらタクシーを尾行した。その後、タクシーは約10分走行し、廣田の実家前（成東町）で停車した。
15時46分、廣田はタクシーから降車したところ、朝から実家前に張り込んでいた千葉県警捜査一課の警部補から職務質問された。廣田は声を掛けてきた警部補に対し、「逮捕状は出たのか」と問い掛けていたが、特に抵抗することもなく本名を名乗り、成東警察署への任意同行に応じた。取り調べは成東署刑事課の取調室で、先述の警部と警部補が行ったが、廣田は犯行について「知らない」「やってない」と頑強に否認した。一方、廣田は同署内で警察官になっていた高校の同級生と出会い、その同級生から警部補になったことを聞き、「警部にならな、あかんぜ」と返している。
大阪府警捜査一課は15時55分、「廣田、任意同行」の緊急連絡を受け、警察庁も16時、千葉県警から「廣田確保」の一報を受けた。また、京都府警も千葉県警から連絡を受け、16時16分、京都地裁に対し、Aに対する強盗殺人容疑で廣田の逮捕状を請求した。同府警は17時5分に逮捕状を取り、京都事件発生から約29時間後の17時37分、成東署内で逮捕状が執行された。この時点での廣田の所持品は現金約14万円と、汚れた靴下などで、廣田から拳銃の発砲を裏付ける硝煙反応は出なかった。逮捕後、廣田の実家近く（北東へ約100 m）の雑木林で合成皮革製のショルダーバッグが発見されたが、拳銃は入っていなかった。

### 京都府警の取り調べ
逮捕後、廣田は18時に成東署を出て護送車に乗せられ、20時10分過ぎに東京駅に着くと、21時発の「ひかり541号」（名古屋行き）に乗車し、名古屋まで護送された。新幹線の車内で、廣田は「何か言いたいことはないのか」という報道陣の質問に対し、「京都府警にはヘタ売らしてやるが、千葉県警にはヘタ売らすわけにはいかん」と吐き捨てているほか、カメラマンに顔写真を撮影されると、「もうやめさせろ。俺、頭にくるぞ」と叫んでカメラマンに掴みかかったり、別のカメラマンに駅弁を投げつけ、足で蹴りかかったりした。廣田は当時の経緯について、当時両足の裏に「正常に歩行ができない程の傷」を負っていたにも拘らず、千葉県警の護送警察官によって無理矢理歩かされ、報道陣の前に連れ出されたことや、被疑者段階であるにも拘らず報道陣から犯人視されて罵声を浴びせられ、新幹線の車内でも護送員から弁当を渡されて食べたところ、報道陣から挑発を受け、最終的には「どこの部落の人間や！」「部落の人間でも箸を使ってメシを食うのか！」と罵られたことに憤慨し、駅弁を投げつけたことなどを主張している。また、取り調べ中に接見に来た弁護人から、ある新聞社が自身を被差別部落の出身者かどうか調査していると聞かされ、控訴審の公判中にその新聞社が毎日新聞京都支局であることを知り、同支局長の河北明宛てに謝罪を求める信書を出したが、河北は自分に対しその件を「調査する」と約束しながら、それを有耶無耶にしたという旨を主張し、「新聞屋」（新聞社のこと）を「人間の皮を被った化物」「『赤報隊』に射殺されるべき」と強く非難している。
23時16分、廣田は名古屋駅に到着し、駅前に待機していた京都府警の護送用ワゴン車に乗せられ、6日1時49分、西陣署に到着。7日午後、廣田は捜査本部から強盗殺人・銃刀法違反・火薬類取締法違反の容疑で京都地方検察庁に送検された。6日11時30分以降、廣田は西陣署内で本格的な取り調べを受けた。それ以降、同地検や京都府警捜査本部によって20日間にわたる取り調べが行われたが、廣田は犯行に関わる質問に終始供述を拒否した。一方、京都地検は8日、廣田を10日間拘置することを京都地裁に請求したが、京都地裁は「被害者 (A) が警察官であり、被疑者を警察の支配下（府警本部）に置くことは問題が多い」として、拘置場所を京都拘置所に指定し、廣田に対する接見禁止の申請も却下した。凶悪事件で、被疑者の拘置先が拘置所に制限指定されたことは極めて異例のことであり、京都地検は同決定への準抗告を行ったが、いずれも棄却された。
警視庁は5日の未明と早朝、廣田が江戸川河岸に現れていたことを把握し、13日から河岸を捜索したところ、14日に江戸川区篠崎町3丁目2番地先の江戸川大橋付近で、ボストンバッグを発見。バッグを売ったかばん店の店員の証言などから、廣田が曾根崎二丁目のピンクサロンの店員に買わせたものと断定した。

### 起訴まで
その後、京都地検は10日間の拘置延長を請求し、取り調べを続けた。
廣田は拘置延長が認められた9月17日、身上調書を取らせるとともに、「自分は事件は無関係」というそれまでの供述を翻し、「事件前日の3日に京都に来て、当日（4日）、刑務所仲間から持ち掛けられていた覚醒剤の取引のため、仲間3人とともに船岡山に行ったところ、A巡査に職務質問されたため、仲間がAを刺殺した。そいつに血が付いたので拭いてやった。千本中立売にも覚醒剤の取引で行った」「西陣大映などで密売をした後、刑務所仲間の1人と京阪七条駅から電車で京橋へ行き、密売の報酬30万円を受け取った。その後、彼と特殊浴場やピンクサロンに行った後、紙袋を始末するよう頼まれ、2人で東京に行ったが、その車中で『紙袋には拳銃も入っている』と言われた」などと供述したが、この供述は虚偽だった。結局、廣田自身が犯行を認める供述は得られないまま、拘置期限切れ（9月27日）を迎えたが、京都地検はそれまでに廣田の犯行を匂わせる数多くの状況証拠（犯行前後に廣田を目撃したという証言、タクシーから検出されたAの血痕、廣田が遺した指紋など：前述）を得ていたものの、拳銃などの直接証拠は発見できず、自供も得られなかったため、同日午後に廣田を処分保留のままいったん釈放した。廣田は京都拘置所を出たところ、直ちに大阪府警捜査本部（都島署）により、大阪事件の強盗殺人容疑で再逮捕された。同日、京都地検次席検事の増田豊は、処分保留の理由について「京都事件は現在でも起訴可能であるが、大阪事件と一連の事件であるため、大阪事件について取り調べを済ませ、事件の全貌を解明した上で処理するのが相当」と、京都府警刑事部長の中長昌一は「廣田の自供は得られなかったが、敗北ではない。現在の捜査結果でも、廣田の犯罪は十分立証できると確信している」とそれぞれコメントした。同日、廣田は身柄を大阪府警に移され、同月29日には強盗殺人・銃刀法違反などの容疑で大阪地方検察庁に送検された。
大阪地検は送検後の30日、廣田の勾留請求に加え、接見禁止と代用監獄（都島署への拘置）を大阪地方裁判所に請求したが、大阪地裁は勾留以外は認めず、廣田の身柄は大阪拘置所に移された。大阪府警の取り調べに対し、廣田は当初、事件当日に京都から京阪電車に乗って京橋駅に行ったことや、大阪事件の現場となったサラ金の近くまで来たことは認めたが、両事件への関与は全面的に否認し、「大阪へは仕事で来た。京橋駅から大阪環状線で大阪駅に行った」などと供述。取調官から商売相手などについて追及されると「相手に迷惑がかかる、信義上言えない」などと供述し、実行犯や「行動をともにしていた」と主張した人物などについても供述を転々とさせ続けた。また、10月1日には取り調べ中に警察官のネクタイを引っ張り、取調警察官3人によって制止されていたほか、同月12日には供述調書への署名・指印を拒否して取調室から飛び出したが、その際に自ら窓ガラスを割って負傷している。
しかし、10月10日ごろから態度を軟化させ、犯行時に着ていた着衣の隠し場所など、犯行の一部に触れる供述をするようになる。その後、「人から聞いた話だが、拳銃は江戸川右岸の橋桁の下に埋めてあると聞いた」と供述、そして後述の犯行自供後は拳銃や包丁の隠し場所について、「江戸川競艇場（江戸川区東小松川）近く」と供述し、その近辺の詳細な地図を書いた。そのため、京都・大阪の両府警捜査本部はそれぞれ捜査員を東京に派遣し、警視庁の応援を得て、荒川に架かる小松川大橋付近（江戸川区小松川二丁目、首都高速道路〈荒川大橋〉 - 京葉道路〈小松川大橋〉間の河川敷）を捜索した。結局、それらの凶器を勾留期間中に発見することはできなかったが、京都・大阪の両地検はそれまでに得た数々の状況証拠や、後述のような廣田の自供や状況証拠などから、廣田の犯行を立証可能と判断し、起訴に踏み切った。
10月11日、廣田は京都事件・大阪事件とも自身の単独犯行である旨を自供した。また、拳銃は東京都内に隠し、着衣・手袋は江戸川近くに捨てた旨を供述した。それに前後して、廣田が京都事件前に京都市内で凶器となるボウガンや包丁などを買い揃えていたことや、Aの遺体に残されていた傷の状況は、廣田が購入したものと同種の包丁の刃と一致するものであることなどが判明した。その後も廣田の供述は変遷し続けていたが、廣田は起訴後の10月25日に行われた取り調べまで、自身の単独犯行であることは一貫して認めていた。
大阪地検は10月19日、京都事件・大阪事件の双方について、廣田を強盗殺人・銃刀法違反・火薬類取締法違反の罪で起訴した。しかし、それ以降も廣田は拳銃の所在について供述を転々と変え続けた。京都府警は起訴後も専従捜査員を残して拳銃の発見に努めたものの、最後まで発見には至らなかった。

## 刑事裁判

### 第一審
第一審における事件番号は昭和59年(わ)第4576号で、審理は大阪地方裁判所第1刑事部に係属した。判決が言い渡された当時の合議体は、青木暢茂裁判長と、林正彦・河田充規の両陪席裁判官で構成されていた。廣田は逮捕後、1978年の事件で第一審の弁護を担当していた堀和幸（京都弁護士会所属）を再び弁護人として選任し、堀と西陣署で接見した際には無実を訴えていた。
公判中、廣田は宗教関係以外の本を多数読むようになったほか、フリージャーナリストと文通を重ねており、その獄中書簡（1986年7月 - 9月）がオピニオン誌『ジャクタ』第22号に掲載されている。また1987年（昭和62年）秋には、『夕刊フジ』の事件担当記者と、勾留先の大阪拘置所で面会し、大阪事件当時のアリバイや、「事件当時、自分は足をけがして引きずっていたが、犯人がそうしていたというような目撃証言はない」という旨を主張していた。また、拘置所内では政治に興味があり、『文藝春秋』『現代』『宝石』といった月刊誌をよく読んでいることや、同じ広域重要指定事件であるグリコ・森永事件（114号事件）や、朝日新聞阪神支局襲撃事件（116号事件）には興味はないが、自身と同じ元警察官である澤地が起こした事件（山中湖連続殺人事件）には興味があるという旨を述べていた。

#### 初公判
1984年12月24日に初公判が開かれたが、被告人の廣田は罪状認否で、起訴事実を全面的に否認した。検察官は冒頭陳述で、廣田の犯行動機について「一連の行動から見て、強盗を働いてまとまったカネを手に入れるため」と主張した一方、弁護人は「仮に廣田が犯人だとしても、金欲しさの人間が犯行後、特殊浴場やピンクサロンで無造作に浪費したことは不自然だ」と疑義を呈した。

#### 検察官の立証
1985年（昭和60年）2月5日に開かれた第2回公判で、検察官は以下のように、雅晴の母親が捜査員に心境を述べた調書を朗読している。
最大の物的証拠となる凶器（包丁や拳銃）が発見されなかったため、被害者2人の遺体から検出された弾丸と、京都府警が保存していた試射弾丸の合わせて3個だけが、2つの事件を直接結びつける唯一の物証となった。検察側の依頼を受けて弾丸を鑑定した坂田八昭（警察庁科学警察研究所技官）は、「3個の弾丸を比較顕微鏡で対照したところ、線条痕が一致するため、同一銃から発射されたと推定できる」と証言した一方、弁護側は「同じ工具で作った銃なら、線条痕が類似するのでは」と反論し、再鑑定を求めた。しかし、再鑑定を行った福岡県警察科学捜査研究所職員も「理論に立脚した経験から、同一銃から発射されたものと考えざるを得ない」と証言した。
また、検察側は計60人の証人（うち35人は目撃証人）を召喚し、その中でも最重要証人である女性C（大阪事件で同僚Bを目の前で殺された）から「廣田は犯人の男に似ている」という言質を取った。一方、直接目撃者がいなかった京都事件では、事件現場（船岡山）周辺で犯行前後に不審な男を目撃した人物や、事件前日に凶器と推定される包丁を売った金物店の主人、ボウガンを売った銃砲店の従業員が証人として尋問され、「廣田は事件前、何か怖い印象を持って見た男によく似ている」「（包丁やボウガンを売った相手は）廣田に間違いない」という証言がなされた。

#### 廣田の主張
一方、廣田は1987年10月から開始された被告人質問で、「出所後、3つの犯罪を実行するつもりだった。昔の貸金を恐喝してでも取ること。その金で覚せい剤の密売をすること。最後に前回の郵便局強盗事件で取り調べに当たった京都府警の捜査員の両目をつぶしてやりたい、と思った」と陳述した。また、「一連の事件が発生した当時は警察官時代、ともにノミ行為などを行っていた男性（以下『X』）とともに行動しており、京都事件当時（9月4日12時50分ごろ）はアリバイがあった。その後、Xと2人で京阪電車で京橋駅に向かったが、同駅に着いたのは大阪事件の発生後だ」と、両事件についてアリバイがある旨を主張した。しかし大阪地裁 (1988) は、廣田がXの電話番号などを明らかにできなかったことや、司法警察員が作成した「Xの所在捜査結果について」と題する書面によれば、Xが居住していたという京都市南区内には1983年1月以降、そのような人物が住民登録をした事実はないと認められることなどから、「Xが存在すること自体に裏付けがない」と指摘。6年以上も前の「ノミ行為の未回収金を取り立てる」という点や、廣田の「8月30日にXから回収を依頼され、9月4日までにほぼ全額の1,500万円近くを回収し終わった」という主張もそれぞれ不自然で、そもそも「ノミ行為」の未回収金が存在していたことを裏付けるメモなどの証拠も何ら提出されていない点から、廣田のアリバイ主張を「到底措信できないばかりか、虚偽の供述といわざるを得ない」と断じている。
捜査段階における自白についても、「大阪府警の取調官による暴行に耐えかねて虚偽の自白をした」と弁解し、殴る蹴る、タバコの火や焼けたトタン板のようなものを手に押し付けられる、自慰行為を強要される、陰茎を蹴りつけられたり睾丸にライターの火を近づけられたりするなどの暴行を受けたり、自白しないと「父親の墓を捜索する」と脅迫されたりした旨を主張した。
実際、廣田が大阪拘置所で弁護人と接見した際、廣田の手足に傷があることが確認されたり、1987年11月25日に廣田が弁護人に宅下げしたズボンに、廣田と同じ血液型の人血や精液が付着していたりなどの事実も確認されたが、大阪地裁 (1988) は廣田が「タバコの火や熱したトタン板様のものを体に押し付けられた」と主張している点について、弁護人と接見した際に訴え出ていない（弁護人もそのような火傷を確認していない）点や、拘置所でも火傷の治療をしたことがない点、「取調官から自慰行為を強要された」という点も取り調べ当時は弁護人に訴えておらず、その証拠とされたズボンも公判中の1987年11月まで着用していたと見られる（その間、廣田自身が血液や精液を付着させることも可能だった）ことなどから、「火傷をさせられる拷問を受けた」「自慰行為を強要された」という主張については「虚偽の供述」と認定している。その上で、当時の取調官による「廣田は取調べ時、警察官のネクタイを引っ張ったため、別の警察官が制止したところ、ネクタイを引っ張られた警察官だけでなく、廣田も指に怪我をした。また、廣田は取調べ中、廊下に出て自ら窓ガラスを割り、指を切ってかなり出血したことがある」という証言（参照）を「各種証拠から信用できる」と認定し、廣田の供述の任意性を認定している。

#### 死刑求刑
1988年（昭和63年）7月12日に論告求刑公判が開かれ、廣田は検察官から死刑を求刑された。論告は約1時間40分におよび、検察官はまず銃弾の鑑定結果から、両事件の凶器がAから奪われた拳銃であることを挙げた上で、以下のような客観的証拠を挙げ、廣田の犯行を立証した。
京都事件
事件発生直後、現場周辺で（十二坊派出所付近から西陣大映に入場するまでの間に）返り血を浴びた廣田を目撃した人物が断続的にいたこと
廣田が犯行後に西陣大映まで乗車したタクシーの座席に、被害者Aと一致する血液型（A-MN型）の血液が付着していたこと
西陣大映で発見された清涼飲料水（リアルゴールド）の瓶に、廣田の指紋が付着していたこと
大阪事件
犯行を直接目撃した女性店員が、「犯人は廣田に酷似している」と証言していること
廣田は犯行直前、現場至近の飲食店に立ち寄ってかき氷を食べていた（容器から廣田の指紋が検出された）こと
廣田の所持していた手提げ袋は、前日に銃砲火薬店でボウガンを購入して預けた際の手提げ袋と同一のものであること
周辺での目撃証言、および犯行直後に廣田が遊興費として12万円を支出した状況証拠
「サラ金の窓越しに交番が見えた」という自白内容は、犯行現場にいなければわからない「秘密の暴露」に当たること
また、捜査段階における廣田の自白の内容は虚実ないまぜになっている（犯行動機や事件当時の状況などに虚偽の点が含まれる）点を指摘した上で、公判における「犯人は別人で、自分は現場にも行っていない」という廣田の弁解については虚偽であると主張。その上で、強盗傷人事件などを起こして服役したにも拘らず、仮出所からわずか5日後に本事件（2件の強盗殺人）を起こしたことを「一片の人間性すら見い出せない」と非難した。特に、京都事件でAの全身を包丁で滅多刺しにし、奪った拳銃で背後から撃つなどの犯行態様については「他人の生命をもてあそぶ殺人鬼の行動」と、金品強取のために大阪事件を起こした点についても「殺人鬼とも言うべき非人間性を余すことなく示している」と指弾し、「警察官を襲撃することは、市民生活の平穏と安全に対する重大な挑戦であり、まして犯罪の凶器を入手するため警察官を殺害することは、社会の安全を根底から否定するものであって、許すことはできない。」と主張した。そして、犯行の残虐性、結果の重大性、社会的影響、被害者・遺族におよぼした影響などを鑑み、死刑を求めた。廣田は論告後、最終弁論の内容について、主任弁護人の堀に対し「正面から堂々と事実を争ってほしい。死刑は違憲などという主張はしないでほしい」と要望し、自ら構築した論理・主張を取り入れさせた。
同年9月8日に最終弁論が行われ、弁護人が全面的に無罪を主張、結審した。

#### 死刑判決
1988年10月25日に判決公判が開かれ、大阪地裁（青木暢茂裁判長）は廣田に求刑通り死刑を言い渡した。死刑判決を言い渡す際は主文を後回しにし、判決理由から先に朗読する場合が多いが、青木裁判長は冒頭で主文を言い渡す異例の対応を取った。
大阪地裁 (1988) は判決理由で、以下のように判示し、「被告人と本件各犯行との結びつきを裏付ける数々の間接事実が存在し、また、被告人の自白のうち、右間接事実によって裏付けられた部分は、その信用性も認められ、更に、大阪事件の目撃者〔C〕の識別供述も信用するに足るものであり、以上を総合すると、結局、判示各事実を認定するにつき、合理的疑いを容れる余地はない」と結論づけた。その上で量刑面については、最高裁が示した死刑適用基準（1983年7月8日：第二小法廷判決）に照らし、動機に酌量の余地がない点、犯行は計画的で、殺害の手段方法が残虐かつ冷酷である点、2人の生命が奪われた結果の重大性、社会的影響の重大さや、廣田に反省・悔悟の情がまったく認められず、矯正教育の効果が期待できない（犯罪傾向や反社会的性格が改善不能である）点を挙げ、「死刑をもって臨む以外にない」と判断した。
廣田の自白の任意性・信用性
廣田の「取調官から拷問を受けた」という主張に関しては、先述のように不自然な点が見られることを理由に退け、「廣田の供述の任意性に疑いを抱かせる事情は認められない」と判断した。一方でその自白内容については、京都に来た本来の目的、拳銃などを隠したり捨てたり下敷き・場所など、自白の重要部分が短期間で大きく変遷している部分があったり、直ちに信用できない箇所（「Aが発砲した」「Bが『撃てるものなら撃ってみろ』と言ってきた」などの主張）があったりすることから、「認めざるを得ない部分を最小限認め、しかもその場合でも、できるだけ自己に有利な形で供述し、あるいは虚偽の事実を取り混ぜている」「本件の全貌を明らかにしたものとは到底いえない」と指摘、後述する様々な証拠によって裏付けられた部分のみ信用に値すると判断した。
京都事件後に寄せられた多数の目撃証言
「いずれの目撃情報も昼間、至近距離で目撃したものである上、事件直後（遅くとも2、3日以内）に得られたもので、信用性は高い」とした上で、複数の証言で服装・風貌、「腕に血がついていた」などの特徴などについて共通点が認められることなどから、目撃された人物は同一人物と判断した。そして、「西陣大映」に廣田の指紋が付着していた「リアルゴールド」の空き瓶が残されていた事実を前提に、同館従業員の「廣田らしき男が『リアルゴールド』を飲み、その空き瓶を残していた。男の左肘の後ろには血が付いており、顔にも血痕のようなものが付いていた」という証言の信用性を検討し、「証言に不自然・不合理な点はなく、具体的な記憶に基づく証言といえる」として、目撃された男を廣田と断定した。
一方、テレビニュースや新聞報道による影響についても考慮し、それらをまだ受けていない段階で寄せられた証言については、目撃当日に警察官から廣田を含む何枚かの写真を見せられ、すぐに廣田の写真を選びだした証人がいたことなどから、信用性を認め、廣田が逮捕後、自ら事件前日に千本通の金物店で包丁やのこぎりを購入した事実を明かした（特に、のこぎりを買ったという事実は捜査機関側はまだ把握していなかった）ことや、その際に購入した包丁はAの受傷と一致することなども、廣田が京都事件の犯人であることを窺わせる間接事実の一部として挙げた。
大阪事件後の目撃証言（参照）
事件直前、犯行現場となった「ローンズタカラ」の入居する「永井ビル」近くの飲食店「あんどれー」で目撃された中年の男を、かき氷の容器から検出された指紋から廣田と認定した上で、その男と酷似した男が同店から「永井ビル」近くで左右を見渡したり、同ビルを見渡したりしているところを目撃した人物の目撃証言、「甲」の従業員3人が都島署員の取り調べに対し、「事件直前に手提げ袋を持って『甲』に現れた不審な男は、廣田で間違いない」と証言している点から、廣田が事件直前、「永井ビル」周辺に現れていたことを認定。その際に廣田が持っていた手提げ袋の特徴から、廣田は京都事件前（9月3日）にボウガンを購入した銃砲火薬店を、大阪事件後に曾根崎の特殊浴場やピンクサロンをそれぞれ訪れていたことも認定した上で、大阪事件の目撃者であるCの目撃証言を検討。Cは事件翌日、警察官から6人の写真を見せられ、その中から犯人として廣田の写真を選んだほか、110番通報時に述べた男の風貌や服装の特徴も廣田と合致していたことから、大阪事件の犯人は、先述の「甲」に現れた人物と同一人物である可能性が高いことを指摘し、「廣田が大阪事件の犯人であることを窺わせる重要な間接事実」と位置づけた。
大阪事件後の不審な行動
大阪事件後、廣田が曾根崎二丁目のピンクサロンで店員に着替えの服を購入させてきて着替えたことや、着替える前の服を逮捕時点で所持していなかった一方、その服を入れたボストンバッグが江戸川に捨てられていたことから、「廣田は（何らかの犯罪の証拠となるなどの理由から）着替える前の服を処分する必要があったものと考えられる」と指摘。また、廣田は出所時に2万6,583円を所持しており、妻から20万円を受け取った一方、逮捕時には14万2,650円を所持していたが、その間に20万円を大きく上回ると見られる出費があったことから、出どころを説明できない10万円単位の収入があったことを認定し、廣田が大阪事件の犯人であることを窺わせる事情として挙げた。
廣田はこの金の出どころについて、8月30日に琵琶湖ホテルの前で、Xから20万円を受け取ったという旨を主張したが、捜査段階での否認供述と大きく異なるものであることや、20万円をもらった経緯や理由も不自然であること、そして「Xと行動をともにしていた」という供述自体が信用し難いことなどから、大阪地裁は廣田の弁解を「到底信用できない」と退けている。
両事件の犯人は同一人物か否か
以上のように、両事件についてそれぞれ廣田が犯人であることを窺わせる間接事実の存在を挙げた上で、Aから奪われた拳銃と、両事件で用いられた拳銃の同一性について検討。A・B両被害者の体内から摘出された弾丸と、京都府警が保管していた試射弾丸1個のそれぞれに残されていた線条痕から、それら3個の弾丸は同一の拳銃（Aから奪われたニューナンブ38口径拳銃）から発射されたものと認定した上で、共犯者の存在が証拠上窺えないことから、両事件の犯人を同一人物と結論づけた。
その他の事項
廣田が事件前日にボウガンや手袋などを購入し、処分した事実や、事件前日に嵐山派出所や十二坊派出所へ電話して警察官をおびき出そうとしたり、南区の質屋の主人を店外におびき出そうとしたりしたことが、それぞれ廣田自身の自供も含めた各種証拠から認められることから、廣田は強盗するか、拳銃を奪うために京都に来ており、そのために事前に凶器を準備し、警察官をおびき出そうと計画した末に実行に至ったという旨を推認。京都事件発生直前に十二坊派出所や船岡山公園正門（公園北西側）で廣田らしき男が目撃されていた事実（参照）を指摘し、廣田の自白のうち「当日昼過ぎごろ、警察官をおびき出すため、船岡山公園入口の公衆電話から十二坊派出所に電話した」という事実の裏付けになると判断した。
廣田は判決に前後して、山中湖連続殺人事件で東京地裁から死刑判決を受けた澤地和夫に対し「同じ警察の落ちこぼれとして力を合わせておれたちを犯罪者に追いやった国家権力と戦おう」という趣旨の手紙を数通送ったが、澤地からは相手にされていなかった。廣田は1987年夏、澤地に「いい弁護士を紹介してほしい」という手紙を出したが、澤地から「お互い警察のクズ。やったことは素直に認めなさい」という返事を受け取っている。廣田は判決を不服として、即日控訴した。

### 控訴審
控訴審における事件番号は平成元年(う)第162号で、審理は大阪高等裁判所第6刑事部に係属した。裁判長は初公判から判決公判まで、村上保之助が務めた。
初公判は1991年（平成3年）1月25日に開かれ、1993年（平成5年）2月10日の第11回公判で結審した。控訴趣意書で、弁護人（堀和幸・塚本誠一）は「訴訟手続の法令違反」（自白は違法な取り調べによって強要されたもので、任意性がないとする主旨）、「事実誤認」（直接証拠は信用性に欠ける自白のみで、数々の間接証拠も証拠価値が乏しいとする主旨）、「法令適用の誤り」（死刑制度は第13条・第31条・第36条に違反するとする主旨）、「量刑不当」を主張した。それらの論旨は、以下の通りである。
訴訟手続の法令違反（弁護人および被告人の控訴趣意）
1984年10月1日以降、廣田は大阪拘置所で大阪府警の警察官から暴行・拷問を受けて自白を強要され、11日以降、自身の犯行を認める旨を自供した。そのような取り調べによって得られた自白には任意性はなく、原判決には判決に影響をおよぼすことが明らかな訴訟手続の法令違反がある。
事実誤認の主張（弁護人および被告人の控訴趣意）
原判決は京都・大阪の両事件の犯人を廣田と認定したが、その直接証拠は廣田の警察官・検察官に対する自白（信用性を欠く）だけで、原判決が廣田を両事件の犯人と認定するのに列挙した一連の間接証拠はいずれも証拠価値が乏しく、証拠情、廣田を両事件の犯人とするには多分に合理的な疑いが残る。
法令適用の誤りの主張（弁護人の控訴趣意）
刑法の死刑の規定は、日本国憲法（第13条・第31条・第36条）に違反し、無効である。
量刑不当の主張（弁護人の控訴趣意）
原判決は、京都事件及び大阪事件の各罪について死刑を選択したが、死刑の選択はあくまで慎重になされるべきだ。廣田が犯行に至った経緯や動機は十分に解明されておらず、原判決がいうように「犯行に至る経緯、動機に酌量すべき事情は何ら見い出せない」とまでは決めつけられない。犯行態様は両事件とも計画的というよりはむしろ場当たり的で、京都事件は目撃者がなく、犯行自体も原判決の言うような一方的な攻撃であったかは疑問である。大阪事件で強奪した現金も約60万円で、多額とはいえない。廣田は、前刑の事件を起こすまでは真面目な社会人として生活してきたのであり、彼が一連の犯行におよんだ経緯・動機が十分解明されていない以上、「反省・悔悟の情がない」「矯正不可能」と決めつけるには疑問がある。また、死刑を選択する事情として被害者の遺族の被害感情や事件の社会的影響を考慮するのは相当でない。以上より、いずれの事件についても死刑を選択した原判決の量刑は不当である。
なお、弁護側は最終弁論要旨を2通（弁護人が用意したもの＋廣田本人が書いたもの）大阪高裁に提出したが、廣田自身が書いた最終弁論要旨は、「警察は犯人をデッチ上げ、検察は警察の御用機関になり下がった」などと激しい言葉で検察側の主張を批判し、冤罪を訴えるものだった。
公判中、廣田は山中湖連続殺人事件の犯人（澤地和夫の共犯者）である猪熊武夫（東京拘置所在監）から紹介を受け、彼が事務局長を務めていた「ユニテ＝死刑囚の会」に入会、同会の機関誌である『ユニテ通信 希望』に手記を寄稿している。また、1993年当時大阪拘置所に勾留されていた山之内幸夫（山口組の元顧問弁護士）は、当時大阪拘置所の五舎3階（死刑確定者や、死刑判決を受けた被告人が収監されていた舎房）に収監されていた廣田が、控訴審で無罪判決を言い渡されると強く信じ、判決前に私物をすべて宅下げしており、判決当日には言い渡し直後に釈放されるものだと思って房を出ていったものの、判決言い渡し後に茫然自失の状態で房に戻ってきたという旨を述べている。

#### 控訴棄却判決(二審も死刑)
1993年4月30日の控訴審判決公判で、大阪高裁（村上保之助裁判長）は原判決を支持し、廣田の控訴を棄却する判決を宣告した。日本では同年3月末、約3年4か月ぶりに死刑執行が行われていたが、それ以降では初めての死刑判決宣告となった。廣田は開廷直後、控訴棄却の主文を言い渡されると、大声で「（判決理由は）聞きたくないので退廷します」と吐き捨て、開廷からわずか2分で退廷した。
判決理由の要旨は以下の通りである。
自白の信用性について
弁護人は控訴趣意書で「廣田は大阪府警による大阪拘置所での取り調べで、殴る蹴るなどの暴行や、自慰行為の強要、タバコの火や熱した金属片を手などに押し付けられるといった拷問によって自白を強要された」と主張したが、大阪高裁 (1993) は廣田が「拷問を受けた」と主張している時期にかなり頻繁に弁護人と接見していたにも拘らず、「自慰行為を強要された」「タバコの火や熱したトタン様の金属片を皮膚に押し付けられた」と訴えたのは起訴から約3年後であることや、ガラスで手の指を切って治療を受けた際にもそのような火傷が発見されていないことなどから、「自慰行為の強要」「タバコの火などを押し付けられた」などの拷問の事実を否定。「殴る蹴るなどの暴行を受けた」などの暴行についても、原判決の「当時取り調べに当たった警察官2人の供述を信用すべき」とした判断を追認した。
事実誤認の主張について
大阪高裁 (1993) はまず、両事件の被害者の遺体から摘出された2個の弾丸と、京都府警本部で保管されていたAの拳銃の試射弾丸の線状痕について、同一拳銃によって発砲されたとする鑑定結果（原判決が採用）の信用性を追認し、大阪事件は京都事件で奪われた拳銃による犯行とであると認定した。その上で、目撃者が存在する大阪事件について検討し、Cや「甲」の従業員、「あんどれー」の店員、事件後に立ち寄った曾根崎の特殊浴場やピンクサロンの従業員らによる目撃証言の信用性を認め、それらの証言や、「あんどれー」に残されたかき氷の容器に付着していた廣田の指紋、廣田の取り調べ中の自白（犯行前後の行動に関する部分）といった間接証拠の数々から、大阪事件は廣田の犯行と認定した。そして、京都事件についても事件直後、廣田に酷似した男が乗ったタクシーにAと同じ血液型の血痕が付着していたことや、その男がタクシーを降りた地点の近辺にある「西陣大映」で男が飲んだ「リアルゴールド」の空き瓶に廣田の指紋が付着していたこと、事件前に千本通の金物店で包丁を購入した男は廣田と酷似しており、その購入された包丁が凶器となりうるものであったことなどの事情から、京都事件も廣田の犯行と結論づけた。
法令適用の誤りの主張について
死刑制度を合憲と判断した1948年3月12日の最高裁大法廷判決を引用し、死刑制度を違憲とする弁護人の論旨を退けた。
量刑不当の主張について
動機については所論で指摘されたように「必ずしも十分に解明されていない」としたものの、廣田の事件前の行動や一連の犯行状況から、京都事件の動機に奪った拳銃による現金強盗の意図があった可能性を指摘した上で、仮出獄時に家族から暖かく迎えられたにも拘らず、わずか5日後に一連の犯行におよんだことから、犯行経緯・動機に酌量の余地はないと指摘。犯行態様についても、事前に凶器を用意するなど計画的である点や、京都事件では執拗にAを滅多突きにした上で拳銃を奪ってとどめを刺したことや、大阪事件でも至近距離からBの胸を狙撃していることを挙げ、「原判決のいうとおり、強固な確定殺意に基づくもので人命を著く軽視した冷酷、非情で残虐な犯行といわねばならない。」と判示した。
その上で、2人の生命が奪われた結果の重大性や、仮出獄からわずか5日後に犯行におよび、逮捕後も自白に虚実を取り混ぜ、凶器の在り処については最後まで明かさなかったことや、公判でも不合理な弁解を繰り返し、反省・悔悟の情が見られないことから、「原判決のいうとおり、もはや被告人に対して矯正教育の効果は期待できない」と指摘、被害者遺族らの被害感情の峻烈さ、地域住民を不安に陥れたことを挙げた一方、「特に被告人のために有利に斟酌すべき事情は、これといって見当たらない。」と断じた。
そして、「両事件の罪質、動機、犯行態様、結果の重大性、各被害者の遺族の被害感情、社会的影響、被告人の前科及び犯行後の態度等の諸情状を併せ考えると、両事件の罪責は極めて重大であって、罪刑の均衡及び一般予防の見地から両事件について極刑をもって臨むのはやむをえないと認められ、原判決が両事件につき死刑を選択したことは是認できる。」と結論づけた。
廣田は判決を不服として、5月10日までに最高裁へ上告した。

### 上告審
上告審における事件番号は平成5年(あ)第570号で、審理は最高裁判所第三小法廷に係属した。神山啓史・松島曉の両弁護人は1994年（平成6年）3月31日付で、全173ページ（目次4ページ＋本文169ページ）におよぶ上告趣意書を提出した。その内容は、物証や直接証拠の不存在、目撃証言の信用性への疑念、自白の任意性への異論、そして死刑制度の違憲性などを主張するものだった。
1997年（平成9年）11月14日、最高裁第三小法廷（園部逸夫裁判長）で上告審の公判が開かれ、弁護人と検察官の双方による弁論が行われて結審した。弁護人は同日、京都事件・大阪事件とも廣田は無罪である旨を主張。京都事件で奪われた拳銃と、大阪事件で凶器として用いられた拳銃を同一とする2つの鑑定結果について、線条痕の場所が食い違っているという旨を指摘し、廣田の関与を裏付ける物証（凶器・犯行時の衣服など）がないことや、目撃証言の貧弱さなどに言及した。その上で、廣田の「真犯人は別にいる」という意見陳述書も提出し、線条痕の鑑定結果や自白・目撃証言などから、両事件を廣田の単独犯と推論した原判決を破棄し、審理をやり直すよう訴えた。一方、検察官は「自白には虚実が入り交じっているが、自分一人でやったという骨格部分は信用できる」と反論した上で、目撃証言・鑑定に矛盾はないとして、上告棄却を求めた。なお、同日の弁論後、廣田は「神宮」に復姓している。
同年12月19日、最高裁第三小法廷（園部逸夫裁判長）は原判決を支持し、廣田の上告を棄却する判決を言い渡した。廣田は判決訂正申立を行ったが、1998年（平成10年）1月13日付の同小法廷決定［事件番号：平成9年(み)第5号、平成10年(み)第1号］により棄却され、同月16日付で死刑が確定した。

## 死刑確定後
廣田は死刑確定後、1998年12月3日から7回にわたって再審請求を行ったが、いずれも棄却され、2011年（平成23年）1月21日には第8次再審請求を行った。
2008年（平成20年）には福島瑞穂（参議院議員）が実施したアンケートに対し、以下のように回答している。
2009年（平成21年）11月16日17時34分ごろ、廣田は親族らに宛てた遺書4通を作成した上で、居室の窓に取り付けられている金属製の網戸を四角形状に破り、シーツを網戸に通して自殺を図ったため、要注意者（自殺・自傷・逃走・暴行）に指定された。その後、2010年（平成22年）11月25日には要注意者に指定された当時に比べて精神的に落ち着いた様子が見受けられるようになったとして、要視察者（自殺・自傷・逃走・暴行）に指定が変更された。
また、福島は2011年6月20日 - 8月31日にも死刑確定者120人（2011年6月20日時点）を対象としたアンケートを実施したが、廣田はこのアンケートに対し、久間三千年（飯塚事件の死刑囚）に対する刑執行を批判し、久間に有罪判決を言い渡した「裁判屋」（＝裁判官）や起訴した「検察屋」（＝検察官）、逮捕した「ポリスケ」（＝警察官）らについて「無実の者を処刑して、手前はのうのうと生存をすることなど許されない。全員公開処刑をすべきだ。」などと主張した上で、以下のような回答を寄せている。

### 国家賠償請求訴訟
2013年（平成25年）4月1日、廣田は第8次再審請求のための費用を工面するため、著書を出版して印税を得ようと考え、「極悪死刑囚の笑福転倒」と題する原稿と、その原稿を徳間書店に送るよう依頼する信書を、知人宛に郵送しようとした。原稿は、原稿用紙175枚で、日本の政治を風刺する内容だった。しかし、大阪拘置所（処分行政庁）が同月5日付で信書の発信を不許可にしたことから、廣田は同年4月27日付で国に対し、処分取り消しを求める国家賠償請求訴訟を提起した。
大阪拘置所は当時、原稿を廣田に返戻し、その写しを所持していなかったため、一審手続では原稿の内容に即した反論をしていなかった。大阪地裁第7民事部（田中健治裁判長）は2014年5月22日、廣田の請求を認める判決を言い渡した。しかし、大阪拘置所側が同年6月4日付で大阪高裁に控訴したところ、大阪高裁第14民事部（森義之裁判長）は同年11月14日、原判決を取り消し、廣田の請求を棄却する判決を言い渡した。大阪高裁 (2014) は、「死刑確定者は死刑の執行を待つという特殊な身分にあり、心情の安定を損なうおそれが大きい状況にあるため、その処遇にあたっては、施設管理の必要上、死刑確定者における心情の安定の確保に特段の配慮が必要と考えられる」とした上で、廣田の「発信不許可処分は、憲法第21条で保証された出版の自由の侵害」という主張について検討。「刑事施設の長の裁量により、信書の発信を認められるためには、社会通念上必要というべき事情がなければならないが、原告（廣田）の主張する理由（再審請求のために必要な費用を工面するために原稿を出版して印税を得ようとした）はそれに該当しない。また、出版社（徳間書店）との間で折衝が行われた形跡はなく、原稿の内容も元内閣総理大臣を誹謗中傷する趣旨のものが中心で、犯罪被害者を批判する記載、他民族を侮辱・蔑視する記載、わいせつな表現などが多数含まれるものであり、徳間書店によって出版される可能性が高かったとはいえない」と判断した。
廣田は上告したが、上告は最高裁第三小法廷（山崎敏充裁判長）が2016年5月31日付で出した決定によって棄却され、廣田の敗訴が確定した。
また、この訴訟に関連して、廣田は自身の著作物である原稿を大阪拘置所職員に騙されて提出させられ、無断で原稿の写しを作成された上、その写しを大阪法務局訟務部職員に交付され、同訟務部職員によって書面を作成された（写しや書面の作成は著作権侵害行為）として、国家賠償法第1条1項に基づき、被告（国）に対し、損害金300万円などの支払いを求めた国賠訴訟を提起した。しかし、大阪地裁第21民事部（森崎英二裁判長）は2015年（平成27年）6月11日、「原稿の提出を求めた行為は、所轄の統括において、発受の可否を判断するために本件原稿を必要があると認めて本件原稿を提出させた行為と評価できるから、刑事収容施設法上、当然に発受できない信書の発信を求める本件願箋への対処として適法なもの」「原稿を騙して提出させたとまで認めることはできない」と指摘。廣田による「著作権侵害」の主張についても、「写しの作成は著作権法第42条1項本文に定める『行政の目的のために内部資料として必要と認められる場合』に該当し、違法ではない」などとして退け、廣田の請求を棄却する判決を言い渡した。

## 考察・評価
第一審の公判を3回傍聴した作家の佐木隆三は、自身が死刑廃止論者であることを前置きした上で、本事件については日本の刑事裁判の量刑事情を踏まえ「（死刑は）仕方ない判決」と述べ、また廣田については「冤罪を訴える真摯な姿勢が感じられず、彼の主張に最後まで共鳴することはできなかった」と述べている。
福島章は、廣田が本事件を起こした動機について（廣田なりの）「たったひとりの正義」と評している。
山中幸一郎 (1985) は、昭和戦前から1984年までに起きた警察官の非行・不祥事を総括し、当時は戦前に多かった汚職型の不祥事が減少していた一方、本事件や山中湖連続殺人事件のような凶悪犯型の犯罪が増加傾向にあったことや、これらの事件は計画性・残忍性を有したもので、それ以前の警察官による殺人事件（泥酔しての犯行や、無理心中崩れの犯行などが多かった）とは異質であることを指摘し、両事件を「元警官の犯罪とはいえ、凶悪化を象徴する事件と言える。」と評している。
小林道雄（ノンフィクション作家）は、1983年 - 1985年にかけて発生した警察官・元警察官による犯罪（本事件や山中湖連続殺人事件を含む）について、いずれの事件もサラ金苦を動機に、主に40 - 45歳の人物が起こしているという共通項を挙げた上で、彼らのような世代は警察官のなり手が少なかったことから、採用人数を稼ぐために採用基準が甘くなっていたという可能性や、発生地が大都市に集中している一方、犯人のほとんどは地方出身者であること、そして外勤（警ら）・交通などの「制服組」に犯罪者が集中していた一方、刑事が不祥事を起こした事例は極めて少ないという点を指摘している。その上で、犯罪・不祥事を生む本質的な問題として、昇任試験制度を挙げ、不祥事を起こした者の多くを占める40 - 45歳は「この制度によって自分たちの警察社会における先行きが、はっきりと見えてしまう」年代という旨を指摘している。
『諸君!』1984年11月号は、新幹線の車内でカメラマンに駅弁を投げつけた廣田の行動について一定の理解を示す旨を述べている。
朝日新聞大阪本社社会部の山崎正弘は、本事件や大阪府警淀川警察署の巡査部長による愛人射殺事件（1983年9月）、1984年3月・4月に相次いで発生した兵庫県警察の現職警官による銀行強盗事件など、関西の3府県警（京都・大阪・兵庫）で相次いで不祥事が発生した背景として、各事件の犯人たちがサラ金から多額の借金を抱えていたことや、警察などの権力機構（「お上」）に対する庶民の畏敬の念が薄く、期待も少ないことから、「世の中は金次第」と打算的に物事を考える傾向が強い（＝警察官が職業的な誇りを持ちにくい）関西特有の土壌などを挙げている。『週刊文春』記者の網谷隆司郎も、兵庫県警の幹部や難波利三（作家）、谷沢永一（関西大学教授）・大村英昭（大阪大学助教授）の意見を引用し、関西は関東に比べて庶民感覚が強いゆえ、警察官たちの間でも「けじめ」の意識が薄く、それが関西における警察不祥事多発の遠因になっている旨を指摘していた。
本事件は直接証拠がない中、多数の目撃証言などの間接証拠の積み重ねにより、事件当日の状況を分刻みで再現し、嫌疑を否認している被疑者が犯人であることを立証するという捜査手法が取られたが、『毎日新聞』（大阪本社版）は和歌山毒物カレー事件（1998年発生）の捜査手法もそれと同一である旨を報じている。